# FlowJo
FlowJo是一个流式細胞術的数据处理软件，所使用的文件檔案格式是扩展名为.fcs的文件。FlowJo软件最初由史丹佛大學的Mario Roederer等人在1996年发布，目前由位于俄勒冈州阿什兰的美国BD公司子公司运营维护。